# 5425 Войтех
5425 Войтех (5425 Vojtěch) — астероїд головного поясу, відкритий 20 вересня 1984 року.
Тіссеранів параметр щодо Юпітера — 3,473.